# Mory Abbey Military Cemetery
Mory Abbey Military Cemetery is een Britse militaire begraafplaats met gesneuvelden uit de Eerste Wereldoorlog, gelegen in de Franse gemeente Mory. 
De begraafplaats werd ontworpen door Edwin Lutyens en ligt aan de Rue de l’Abbaye op 470 m ten noordoosten van het dorpscentrum (Eglise Saint-Vaast). Ze sluit aan bij de gemeentelijke begraafplaats.
De begraafplaats ligt ongeveer 2,5 meter hoger dan het straatniveau en heeft een nagenoeg rechthoekig grondplan met aan de zuidwestelijke zijde een breder gedeelte waarin de Duitse graven liggen. Ze wordt gedeeltelijk begrensd door een natuurstenen muur of een haag. De open toegang bestaat uit een trap, onderbroken door twee terrassen en met in totaal achttien opwaartse treden evenwijdig met de muur die de begraafplaats afbakent langs de weg. Aan het einde van de trap staat het Cross of Sacrifice. De Stone of Remembrance staat bij de noordoostelijke muur. 
De begraafplaats wordt onderhouden door de Commonwealth War Graves Commission en telt 849 graven waarbij 128 niet geïdentificeerde.

## Geschiedenis
De dorpen Mory en Saint-Léger werden midden maart 1917 door Britse troepen bezet. Een jaar later konden ze de dorpen niettegenstaande een hardnekkige verdediging door de 40th en de 34th Divisions niet behouden maar aan het einde van de maand augustus werden de dorpen na zware gevechten door de 62nd (West Riding) en de Guards Division heroverd. 
Vanaf eind maart 1917 werden de eerste Britse gesneuvelden hier begraven. De Duitse bijzettingen in een perceel aan de westkant van de begraafplaats gebeurden door Duitse of Britse troepen van maart tot augustus 1918. Ook door gevechtseenheden werden tot maart 1918 en opnieuw in augustus en september slachtoffers begraven. Toen waren perken I tot III voltooid. Na de wapenstilstand werden de perken IV en V met slachtoffers van de slagvelden tussen Saint-Léger en Bapaume, voornamelijk manschappen van de Guards Division, aangelegd. 
Er werden ook concentraties met gesneuvelden vanuit de volgende kleinere begraafplaatsen bijgezet: Grenadier Guards Cemetery (26 doden) en Hally Copse East Cemetery (49 doden) in St. Léger en Mory French Cemetery (3 doden). 
Onder de geïdentificeerde doden zijn er 516 Britten, 1 Australiër, 1 Nieuw-Zeelander en 203 Duitsers. Er ligt ook 1 Duitse gesneuvelde uit de Tweede Wereldoorlog. 
Eén Brit (korporaal H. Sandford (Devonshire Regiment)) wordt met een Special Memorial (Known to be buried in this cemetery) herdacht omdat hij niet meer gelokaliseerd kon worden men neemt aan dat hij onder een naamloze grafzerk ligt.

### Onderscheiden militairen
- Richard Annesley West, luitenant-kolonel bij de North Irish Horse werd onderscheiden met het Victoria Cross, tweemaal met de Distinguished Service Order en het Military Cross (VC, DSO and bar, MC).
- James Henry Chadwick, luitenant-kolonel bij het Manchester Regiment en Elias Tremlett, luitenant bij het Devonshire Regiment werden onderscheiden met de Distinguished Service Order (DSO).
- de kapiteins Alan John MacDonald Pemberton (Royal Flying Corps), S. Renton (Devonshire Regiment) en Henry Arthur Taylor (Royal Flying Corps) en de onderluitenants Bruce James Sloper (Machine Gun Corps)  en R.J. Flory (Honourable Artillery Company) werden onderscheiden met het Military Cross (MC).
- soldaat Albert Lee (Leinster Regiment) werd onderscheiden met de Distinguished Conduct Medal en de Military Medal (DCM, MM).
- nog 18 militairen werden onderscheiden met de Military Medal (MM).